# Bignasco
Bignasco é uma comuna da Suíça, no Cantão Tessino, com cerca de 308 habitantes. Estende-se por uma área de 81,43 km², de densidade populacional de 4 hab/km². Confina com as seguintes comunas: Bedretto, Brione, Cavergno, Cerentino, Cevio, Formazza (IT-VB), Lavizzara, Linescio, Maggia.
A língua oficial nesta comuna é o Italiano.